# 이타코

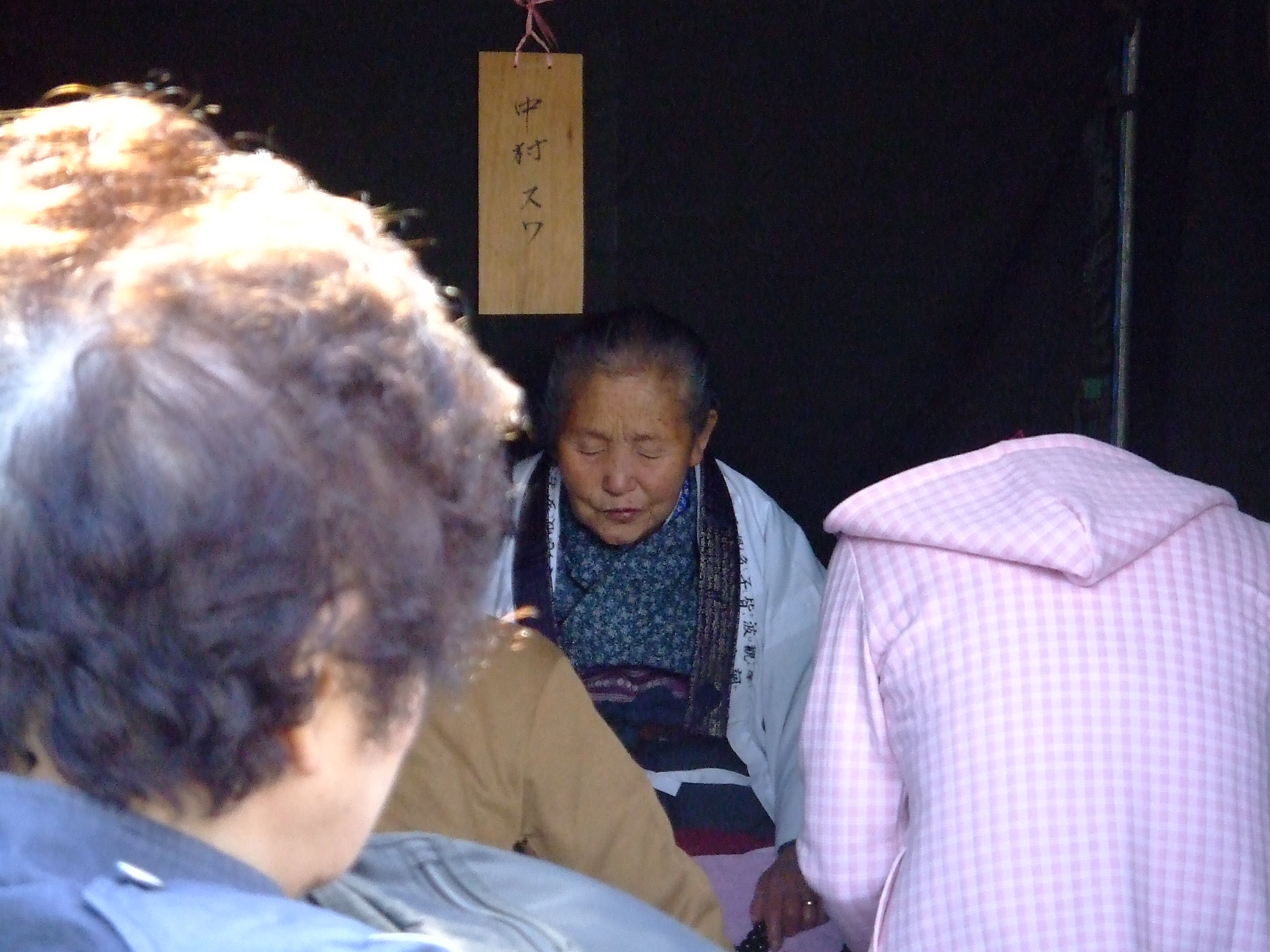
이타코 (2006년 10월)

이타코(일본어: イタコ)는 일본의 기타토호쿠(도호쿠 지방의 북부)에서 구치요세(口寄せ, 공수)를 내리는 무녀이자 무의 일종이다. 샤머니즘을 바탕으로 하는 신앙풍습 상의 업이다.
미나미토호쿠(도호쿠 지방의 남부)에서는 舊센다이번 영역(이와테현의 남측 약 3할과 미야기현)에서 오가미사마(オガミサマ), 야마가타현에서 오나카마(オナカマ), 후쿠시마현에서 미코사마(ミコサマ)라고 불린다. 후쿠시마현·야마가타현·이바라키현에서는 와카사마(ワカサマ)라고도 불린다.

## 개요
이타코에게는 영적인 힘을 가진다고 여기는 사람도 있지만, 실제의 구치요세(口寄せ)는 심리상담적인 면도 크다. 그 때 고객의 심정을 읽어내는 힘(일종의 콜드리딩)은 필수적이지만, 본래는 죽은 자 혹은 조령(祖靈)과 살고 있는 자와 교감할 때 중개하는 것으로, 같은 씨족신을 섬기는 무리들의 모임이나 축제 따위에 불려 죽은 자와 조령의 말을 전하는 역할이었다고 전해진다.
이타코는 점칠 때 수주나 염주를 쓰지만, 일부 이타코는 교령(交靈)할 때에 악기를 쓰기도 하며, 그 때의 악기는 아즈사유미(梓弓)아고 불리는 활 모양의 악기가 많다. 이 외에 왜금(倭琴)이나 태고 따위도 쓰인다. 이들은 농촌신앙 등에서 쓰인 일본의 고대음악의 흔적으로 보이며, 일본의 전통음악사에 있어서 현존하는 가장 오래된 것으로 여겨진다.
이와테현 남부에서 미야기현 북부의 무녀로 조직된 대화종(大和宗)의 다이조지(大乗寺)의 유래에 따르면, 구치부쿠(クチブク)라고 불리는 강신굿은 목련구모전설(救母伝説)에 그 유래가 있다고 한다. 대화종(大和宗)에서는 구치요세의 용구(用具)에는 인경(引磬, 쇠붙이로 된 방울)을 쓰지만, 무녀의 주위에 삼실을 단 가래나무로 된 활과 복숭아나 버들을 두고서 의례공간을 갖춘다.
구치요세는 영적 감작에 따른 여러 가지 인종, 동물을 불러낼 수 있다고 여겨진다. 또한, 과거 텔레비전 방송에서 마릴런 먼로의 구치요세를 할 때, 마릴런 먼로의 영(霊)은 완전한 시모키타 방언으로 대화에 답했었다.
구치요세 이외에도 이타코에게는 오시라아소바세(オシラアソバセ)를 지낼 책임이 있다. 오시라아소바세란, 도호쿠의 민간신앙인 오시라사마(おしら様)의 신체(神体)인 두 체의 인형을 놀리는(즐겁게 하는) 것이다. 오시라사마는 각 가정에서 모셔지며, 일부 지역에서는 그 가정의 가족의 대신하여 이타코가 오시라 제문(おしら祭文)을 낭독한다.
오키나와현과 가고시마현 아마미군도에서는 유타라고 하는 재야의 영능력자가, 이타코와 닮은 영적 상담을 생업으로 하는 것으로 널리 알려져 있으며, 이쪽은 관혼상제 그 자체를 다루는 일도 많다.

## 어원
이타코(イタコ)의 어원에 대해서는 여러 설이 있으며, 오키나와의 유타(ユタ)의 음운론적 공통성, 「신을 받들다」라는 뜻의 「이쓰쿠」(斎く)가 변한 이치코(イチコ)에서의 변화, 신의 위탁을 하는 위탁무녀, 아이누어에서 「말하다」라는 뜻의 「이탁」(イタㇰ) 따위에서의 변화, 신내림 무구(巫具) 중에 널빤지(板, 이타)이 있었다는 것 등의 통설이 있다.

## 참고 문헌
- 森勇男(글), 田畑俊次郎(사진)『下北のイタコ物語』 北の街社, 1991년
- 笹森建英『つがる音の泉―随想と論考―』 弘前学院出版会, 2013년

## 같이 보기
- 무녀
- 무당
- 유타
- 노로
- 영성
- 신병